# Monteira upembensis
Monteira upembensis är en insektsart som beskrevs av Synave 1957. Monteira upembensis ingår i släktet Monteira och familjen Nogodinidae. Inga underarter finns listade i Catalogue of Life.